# George Garbutt
George Frederick Garbutt, detto Tic (Winnipeg, 18 giugno 1903 – Winnipeg, 21 settembre 1967), è stato un hockeista su ghiaccio canadese.

## Palmarès

### Olimpiadi invernali
- Oro a Lake Placid 1932 nell'hockey su ghiaccio.